# Adenoncos parviflora
Adenoncos parviflora är en orkidéart som beskrevs av Henry Nicholas Ridley. Adenoncos parviflora ingår i släktet Adenoncos och familjen orkidéer. Inga underarter finns listade i Catalogue of Life.